# Хекатонхейри
Хекатонхейри (от гръцки: Έκατονχειρες – „сторъки“) в древногръцката митология са трима великани с по сто ръце и петдесет глави. Това са Гий, Кот и Бриарий. Синове са на Уран – бога на Небето, и Гея – богинята на Земята.
Те са затворени в недрата на Земята от баща си Уран, но Зевс ги освобождава и ги призовава да се включат в борбата му с титаните. Благодарение на хекатонхейрите десетилетната война Титаномахия завършва в полза на олимпийските богове. Хекатонхейрите стават стражи на вратата на Тартар, където са заточени победените титани. 